# Chalcides viridanus
La lisa dorada (Chalcides viridanus) es una especie de lagarto de la familia Scincidae, endémico de Tenerife(Islas Canarias).
Su hábitat natural son bosques templados, arbustales templados, praderas templadas, áreas rocosas, playas rocosas, playas arenosas, campos arables, jardines rurales, y áreas urbanas.

## Características

### Anatomía
Escíncido lustroso y esbelto, de cabeza pequeña y puntiaguda, cuello indiferenciado, patas relativamente cortas con cinco dedos y coloración ventral negruzca o gris oscura. Cuerpo de sección cilíndrica. Presenta una única escama frenocular, 4 escamas supraoculares, de 3 a 4 escamas supraciliares, y entre 27 y 32 pero habitualmente entre 28 y 30 escamas en torno al centro del cuerpo. Coloración dorsal marrón o gris oscura matizada de oliváceo o cobrizo brillantes, con varias hileras longitudinales de ocelos amarillentos o verdosos. Al igual que el vientre y la zona gular, los costados son negruzcos y a veces están separados del dorso por una tenue franja longitudinal clara.

#### Dimorfismo sexual
Las hembras alcanzan mayor talla y son más robustas que los machos.

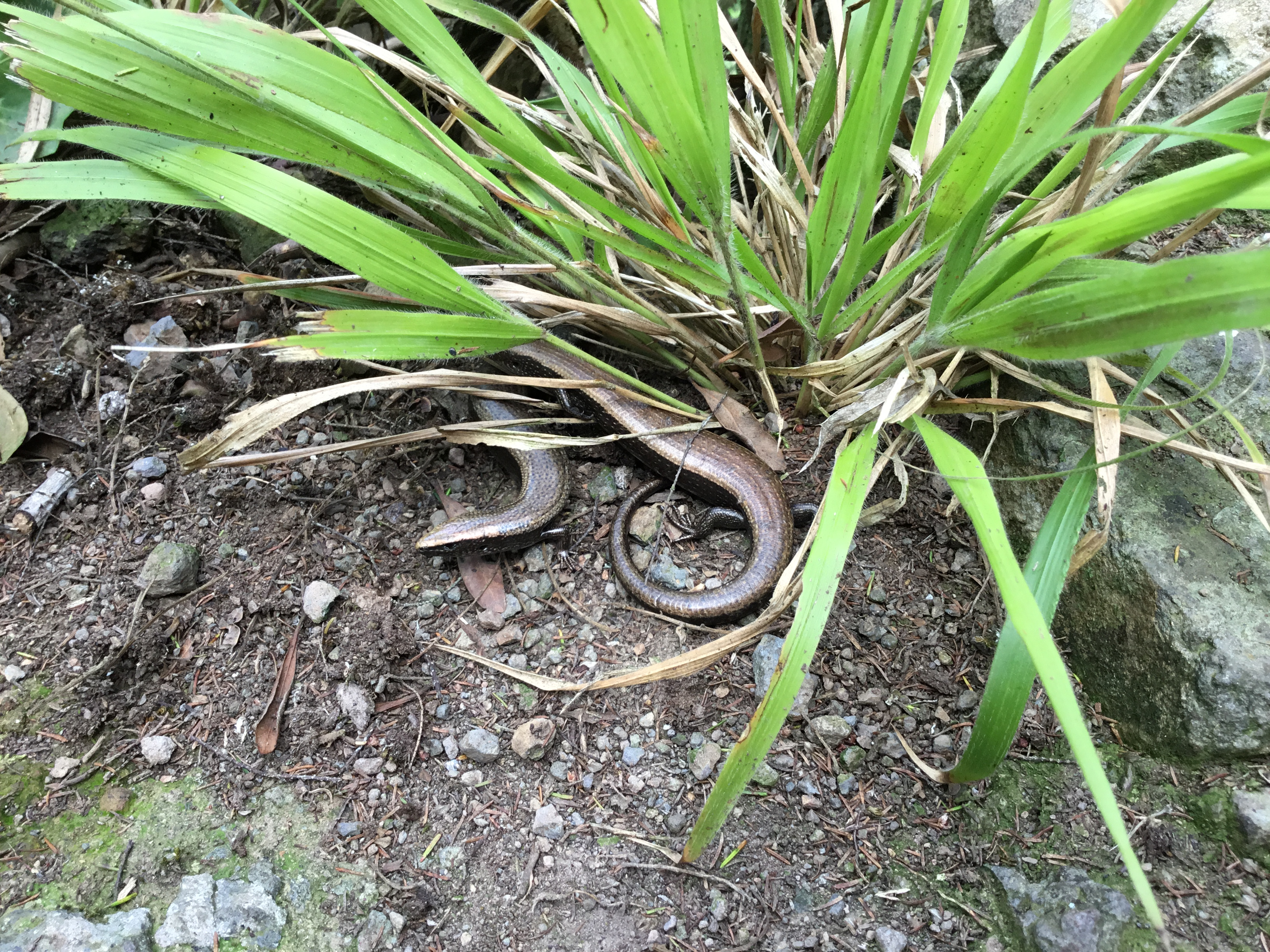
En esta imagen se puede distinguir la diferencia de tamaño entre las dos lisas. De esta manera, sabemos que la lisa en la derecha es una hembra, y la de la izquierda un macho. Foto tomada en Anaga.